# Halkosaaret (ö i Lappland)
Halkosaaret är en ö i Finland. Den ligger i sjön Posionjärvi och i kommunen Posio i den ekonomiska regionen  Östra Lapplands ekonomiska region  och landskapet Lappland, i den norra delen av landet, 700 km norr om huvudstaden Helsingfors. Öns area är 41 hektar och dess största längd är 1,5 kilometer i öst-västlig riktning.  Notera att namnet antyder att det är fråga om flera öar.